# Nati nel 1960/Febbraio
| Questa pagina contiene informazioni ricavate automaticamente dalle voci biografiche con l'ausilio del template Bio e di un bot. L'aggiornamento è periodico e automatico e ricostruisce completamente la pagina. Se manca una persona in questa lista, sei pregato di non aggiungerla, ma accertati piuttosto che la sua voce biografica contenga il template Bio e che i dati anagrafici siano correttamente compilati. Se il template Bio manca, inseriscilo tu stesso o, in alternativa, metti l'avviso {{tmp\|Bio}} che ne segnala la mancanza. Se i dati riportati sono sbagliati, correggi direttamente la voce biografica; le modifiche saranno visibili in questa lista entro pochi giorni. Per chiarimenti vedi il progetto biografie. La lista contiene solo le 305 persone che sono citate nell'enciclopedia e per le quali è stato implementato correttamente il template Bio. Pagina aggiornata al 18 giu 2025. |

- 1º febbraio - Alessandro Amadori, psicologo, saggista e sondaggista italiano
- 1º febbraio - Marco Flavio Cirillo, politico italiano († 2023)
- 1º febbraio - Ron Frenz, fumettista statunitense
- 1º febbraio - Fabrizio Pirovano, pilota motociclistico italiano († 2016)
- 1º febbraio - Antonio Puig, scrittore spagnolo
- 1º febbraio - Giorgio Tirabassi, attore e regista italiano
- 1º febbraio - Zhao Bilong, ex pallanuotista cinese
- 2 febbraio - Daniel Ahumada, ex calciatore cileno
- 2 febbraio - Marco Calgaro, politico italiano
- 2 febbraio - Cecilia Chailly, arpista, compositrice e cantante italiana
- 2 febbraio - Raffaele Grassi, poliziotto e prefetto italiano
- 2 febbraio - Brian Marwood, ex calciatore e dirigente sportivo inglese
- 2 febbraio - Doug Morrison, ex hockeista su ghiaccio canadese
- 2 febbraio - Daniel Palladino, sceneggiatore e produttore televisivo statunitense
- 2 febbraio - Maurizio Palomba, psicologo italiano († 2018)
- 2 febbraio - Claudio Panatta, ex tennista italiano
- 2 febbraio - Abel Resino, ex calciatore e allenatore di calcio spagnolo
- 2 febbraio - Alberto Torresin, ex calciatore italiano
- 2 febbraio - Olivier Wieviorka, storico francese
- 3 febbraio - André Antoine, politico belga
- 3 febbraio - David Dowlen, ex tennista statunitense
- 3 febbraio - Kara Hui, attrice cinese
- 3 febbraio - Marty Jannetty, ex wrestler statunitense
- 3 febbraio - Stéphane Le Foll, politico francese
- 3 febbraio - Joachim Löw, allenatore di calcio e ex calciatore tedesco
- 3 febbraio - Nikolaj Mateev, ex schermidore bulgaro
- 3 febbraio - Mariella Nava, cantautrice italiana
- 3 febbraio - Pasquale Nessa, politico italiano
- 3 febbraio - Giorgio Panzini, cestista italiano
- 3 febbraio - Mario Parrinello, compositore di scacchi italiano
- 3 febbraio - Giuseppe Stasio, ex calciatore, ex giocatore di calcio a 5 e dirigente sportivo italiano
- 3 febbraio - Kerry Von Erich, wrestler statunitense († 1993)
- 4 febbraio - Massimo Arduini, pilota automobilistico italiano
- 4 febbraio - Jeffrey Carrión, ex cestista portoricano
- 4 febbraio - Siobhan Dowd, scrittrice e attivista inglese († 2007)
- 4 febbraio - Jenette Goldstein, attrice statunitense
- 4 febbraio - Matthieu Hartley, tastierista inglese
- 4 febbraio - Jonathan Larson, compositore e drammaturgo statunitense († 1996)
- 4 febbraio - Eddy Voordeckers, ex calciatore belga
- 4 febbraio - George Cosmas Zumaire Lungu, vescovo cattolico zambiano
- 5 febbraio - Francesco Amici, tiratore a volo sammarinese
- 5 febbraio - Pedro Angulo Arana, avvocato e politico peruviano
- 5 febbraio - Arīs Christofellīs, sopranista greco
- 5 febbraio - Micky Hazard, allenatore di calcio e ex calciatore inglese
- 5 febbraio - Natsumi Itsuki, fumettista giapponese
- 5 febbraio - Sanasar Oganisjan, ex lottatore armeno
- 5 febbraio - Miriam Rodríguez Martínez, attivista messicana († 2017)
- 5 febbraio - Masoud Soltanifar, politico e storico iraniano
- 5 febbraio - Corny Thompson, ex cestista e allenatore di pallacanestro statunitense
- 6 febbraio - Akinwumi Adesina, politico nigeriano
- 6 febbraio - Edward Banach, ex lottatore statunitense
- 6 febbraio - Lou Banach, ex lottatore statunitense
- 6 febbraio - Sergio Biaggi, ex cestista e allenatore di pallacanestro italiano
- 6 febbraio - Tonio Dell'Olio, presbitero e giornalista italiano
- 6 febbraio - Megan Gallagher, attrice statunitense
- 6 febbraio - Giuseppe Mastini, criminale italiano
- 6 febbraio - Jeff Pezzati, musicista statunitense
- 6 febbraio - Gabriele Savino, ex calciatore italiano
- 6 febbraio - Harry Thompson, scrittore, produttore televisivo e commediografo inglese († 2005)
- 7 febbraio - Klaus J. Behrendt, attore tedesco
- 7 febbraio - Gianfranco Burchiellaro, politico italiano
- 7 febbraio - Gabriel Calderón, allenatore di calcio e ex calciatore argentino
- 7 febbraio - Luis Cresencio Sandoval, generale messicano
- 7 febbraio - Urszula Kasprzak, cantante e cantautrice polacca
- 7 febbraio - Bart Kosko, logico statunitense
- 7 febbraio - Albert Kriemler, stilista svizzero
- 7 febbraio - Michael Marx, ex pistard tedesco
- 7 febbraio - Yasunori Matsumoto, attore e doppiatore giapponese
- 7 febbraio - Massimo Mattiazzo, allenatore di calcio e ex calciatore italiano
- 7 febbraio - Sandra Savino, politica italiana
- 7 febbraio - Robert Smigel, attore, comico e sceneggiatore statunitense
- 7 febbraio - James Spader, attore statunitense
- 8 febbraio - Benigno Aquino III, politico filippino († 2021)
- 8 febbraio - Dino Ciccarelli, ex hockeista su ghiaccio canadese
- 8 febbraio - Cristina Gravina, ex sciatrice alpina italiana
- 8 febbraio - Alfred Gusenbauer, politico austriaco
- 8 febbraio - Suzanna Hamilton, attrice britannica
- 8 febbraio - Stuart Hamm, bassista statunitense
- 8 febbraio - Fatbardh Jera, ex calciatore albanese
- 8 febbraio - Massimo Marino, conduttore televisivo e attore italiano († 2019)
- 8 febbraio - Scooter McCray, ex cestista e allenatore di pallacanestro statunitense
- 8 febbraio - Roger Mendy, allenatore di calcio e ex calciatore senegalese
- 8 febbraio - Cristal Montañez, modella venezuelana
- 8 febbraio - Giuditta Pandini, ex nuotatrice italiana
- 8 febbraio - Domenico Procacci, produttore cinematografico, editore e produttore discografico italiano
- 8 febbraio - Nunzia Serradimigni, ex cestista italiana
- 8 febbraio - Michela Tartamella, cestista italiana († 2023)
- 9 febbraio - Olesja Barel', ex cestista sovietica
- 9 febbraio - Francesco Boito, ex calciatore italiano
- 9 febbraio - Anna Maria Cardano, politica italiana
- 9 febbraio - Antonia Dell'Atte, modella e personaggio televisivo italiana
- 9 febbraio - Sharon Douglas, ex cestista canadese
- 9 febbraio - Christian Engström, politico svedese
- 9 febbraio - Francis Gillot, allenatore di calcio e ex calciatore francese
- 9 febbraio - Yūgo Ishikawa, fumettista giapponese
- 9 febbraio - Holly Johnson, cantante, scrittore e artista britannico
- 9 febbraio - Franco Mirabelli, politico italiano
- 9 febbraio - Ivar Olsen, ex combinatista nordico norvegese
- 9 febbraio - Bernardo Piñango, ex pugile venezuelano
- 9 febbraio - Jadwiga Sidoruk, ex cestista polacca
- 9 febbraio - David Simon, scrittore, giornalista e sceneggiatore statunitense
- 9 febbraio - Peggy Whitson, astronauta statunitense
- 10 febbraio - Robert Addie, attore britannico († 2003)
- 10 febbraio - Ravilja Agletdinova, mezzofondista bielorussa († 1999)
- 10 febbraio - Steve Bailey, bassista statunitense
- 10 febbraio - Miguel Bossio, ex calciatore uruguaiano
- 10 febbraio - Anne Dorte Carlson, ex sciatrice alpina norvegese
- 10 febbraio - Chung Yong-hwan, calciatore sudcoreano († 2015)
- 10 febbraio - Peter Dürr, allenatore di sci alpino, ex surfista e ex sciatore alpino tedesco
- 10 febbraio - Marceline Hugot, attrice statunitense
- 10 febbraio - Mauro Iasi, sociologo, storico e politico brasiliano
- 10 febbraio - Komi Sélom Klassou, politico togolese
- 10 febbraio - Money Mark, musicista, produttore discografico e attore statunitense
- 10 febbraio - Neko Oikawa, paroliere e compositrice giapponese
- 10 febbraio - Luigi Spagnolli, politico, dirigente pubblico e dirigente sportivo italiano
- 10 febbraio - Frank Wood, attore statunitense
- 11 febbraio - Grant Main, ex canottiere canadese
- 11 febbraio - Richard Mastracchio, ex astronauta statunitense
- 11 febbraio - Iván Mieses, ex cestista dominicano
- 11 febbraio - Momus, cantautore, compositore e scrittore scozzese
- 11 febbraio - Frank Nigro, ex hockeista su ghiaccio canadese
- 11 febbraio - Åge Steen, allenatore di calcio e ex calciatore norvegese
- 12 febbraio - George Elliott Clarke, poeta canadese
- 12 febbraio - Hans-Johann Glock, filosofo tedesco
- 12 febbraio - Slađana Golić, ex cestista jugoslava
- 12 febbraio - Tibor Kincses, judoka ungherese († 2025)
- 12 febbraio - Li Hui, ex calciatrice cinese
- 12 febbraio - Enrico Luceri, scrittore italiano
- 12 febbraio - Emanuele Molin, allenatore di pallacanestro italiano
- 12 febbraio - One Man Gang, ex wrestler statunitense
- 12 febbraio - Lisa Scaffidi, politica australiana
- 12 febbraio - Bernd Schulz, ex calciatore tedesco orientale
- 13 febbraio - Marco Bresciani, doppiatore italiano
- 13 febbraio - Pierluigi Collina, ex arbitro di calcio italiano
- 13 febbraio - Franco Gabrielli, prefetto, dirigente pubblico e poliziotto italiano
- 13 febbraio - Artur Jusupov, scacchista russo
- 13 febbraio - Kelly McCormick, ex tuffatrice statunitense
- 13 febbraio - Raúl Riancho, allenatore di calcio spagnolo
- 13 febbraio - Matt Salinger, attore e produttore cinematografico statunitense
- 13 febbraio - Pia Sundhage, allenatrice di calcio e ex calciatrice svedese
- 13 febbraio - Serhij Tihipko, politico ucraino
- 14 febbraio - Jim Kelly, ex giocatore di football americano statunitense
- 14 febbraio - Mahmud al-Mabhuh, palestinese († 2010)
- 14 febbraio - Nabila Mounib, attivista e politica marocchina
- 14 febbraio - Jocelyn Pook, compositrice, pianista e violista britannica
- 14 febbraio - Lucio Presta, imprenditore, dirigente d'azienda e produttore televisivo italiano
- 14 febbraio - Diego Ribon, attore italiano
- 14 febbraio - Andrea Sassetti, imprenditore italiano
- 14 febbraio - Eric Shea, attore statunitense
- 14 febbraio - Meg Tilly, attrice, ballerina e scrittrice statunitense
- 15 febbraio - Darrell Green, ex giocatore di football americano statunitense
- 15 febbraio - Berislav Grgić, vescovo cattolico bosniaco
- 15 febbraio - Tore Haugvaldstad, ex calciatore norvegese
- 15 febbraio - Jock Hobbs, rugbista a 15, dirigente d'azienda e dirigente sportivo neozelandese († 2012)
- 15 febbraio - Bjørg Eva Jensen, ex pattinatrice di velocità su ghiaccio norvegese
- 15 febbraio - Lorenza Lei, dirigente pubblica italiana
- 15 febbraio - Margeir Pétursson, scacchista islandese
- 15 febbraio - Andrea Rigoni, politico italiano
- 15 febbraio - Antonio Vettore, allenatore di calcio e ex calciatore italiano
- 16 febbraio - Abdullah Al-Buloushi, ex calciatore kuwaitiano
- 16 febbraio - Ol'ga Antonova, ex velocista sovietica
- 16 febbraio - Rosaria Capacchione, giornalista e politica italiana
- 16 febbraio - Valerio Donnianni, ex tiratore a segno italiano
- 16 febbraio - Alejandro Ganzábal, ex tennista argentino
- 16 febbraio - Mowafak Ibrahim, ex giocatore di calcio a 5 egiziano
- 16 febbraio - Reiner Maurer, allenatore di calcio e ex calciatore tedesco
- 16 febbraio - Alfredo Núñez, calciatore cileno († 2008)
- 16 febbraio - Antonio Ravot, allenatore di calcio e ex calciatore italiano
- 16 febbraio - Pete Willis, chitarrista e compositore britannico
- 16 febbraio - Luciano Zerbini, discobolo e pesista italiano
- 16 febbraio - Vincenzo De Falco, scrittore, regista e drammaturgo italiano
- 17 febbraio - Rodolfo Bisatti, regista cinematografico e regista televisivo italiano
- 17 febbraio - Hermann Joha, conduttore televisivo e produttore televisivo tedesco
- 17 febbraio - Massimo Priviero, cantautore e compositore italiano
- 18 febbraio - Tony Anselmo, animatore e doppiatore statunitense
- 18 febbraio - Jayne Atkinson, attrice britannica
- 18 febbraio - Linda Balgord, attrice teatrale e cantante statunitense († 2024)
- 18 febbraio - Alberto Barrera Tyszka, scrittore e poeta venezuelano
- 18 febbraio - Eleonora Brigliadori, attrice, personaggio televisivo e annunciatrice televisiva italiana
- 18 febbraio - Dirk Brossé, compositore e direttore d'orchestra belga
- 18 febbraio - Maury Buford, ex giocatore di football americano statunitense
- 18 febbraio - Agatino Cuttone, ex calciatore e allenatore di calcio italiano
- 18 febbraio - Marcello De Angelis, politico e giornalista italiano
- 18 febbraio - Masahiro Kotaka, ex sollevatore giapponese
- 18 febbraio - Gazebo, cantante, musicista e arrangiatore italiano
- 18 febbraio - Greta Scacchi, attrice italiana
- 18 febbraio - Nicholas Schmassmann, pilota motociclistico svizzero
- 18 febbraio - Maria Rita Silvestrelli, storica dell'arte italiana
- 18 febbraio - Rui Duarte de Barros, politico guineense
- 19 febbraio - Andrea, duca di York, principe britannico
- 19 febbraio - Tiziana Aristarco, regista italiana
- 19 febbraio - Franco Arminio, poeta, scrittore e regista italiano
- 19 febbraio - Momčilo Bajagić, cantante e chitarrista serbo
- 19 febbraio - Philip Adrian Booth, regista, sceneggiatore e montatore britannico
- 19 febbraio - Florence Emir, costumista francese
- 19 febbraio - Cristiano Fioravanti, ex terrorista e collaboratore di giustizia italiano
- 19 febbraio - Carlo Guarrera, scrittore italiano
- 19 febbraio - Ed Nealy, ex cestista statunitense
- 19 febbraio - Steve Poltz, cantautore, chitarrista e armonicista canadese
- 19 febbraio - Giorgio Salomone, ex pallavolista italiano
- 20 febbraio - Rubén Agüero, ex calciatore argentino
- 20 febbraio - Thierry Dreyfus, artista francese
- 20 febbraio - Shōji Kawamori, regista giapponese
- 20 febbraio - Wendee Lee, doppiatrice statunitense
- 20 febbraio - Olivier Lenglet, ex schermidore francese
- 20 febbraio - Kee Marcello, chitarrista svedese
- 20 febbraio - Mariano Marchetti, ex calciatore italiano
- 20 febbraio - Ennio Marchetto, comico, cabarettista e trasformista italiano
- 20 febbraio - Siobhain McDonagh, politica britannica
- 20 febbraio - Marilú Menéndez, ex cestista peruviana
- 20 febbraio - Hardy Mertens, compositore olandese
- 20 febbraio - Victor Mesa, giocatore di baseball cubano
- 20 febbraio - Giorgio Quadri, avvocato e ex nuotatore italiano
- 20 febbraio - Matteo Saggese, compositore e pianista italiano
- 20 febbraio - Luigi Sbarra, sindacalista e politico italiano
- 20 febbraio - David Speedie, ex calciatore scozzese
- 20 febbraio - Claudio Venturi, ex calciatore italiano
- 20 febbraio - Fayez al-Sarraj, politico libico
- 21 febbraio - David Chabala, calciatore zambiano († 1993)
- 21 febbraio - Jan Hellström, ex calciatore svedese
- 21 febbraio - Carina Ljungdahl, ex nuotatrice svedese
- 21 febbraio - Jeff Marcus, attore statunitense
- 21 febbraio - Zoran Marić, allenatore di calcio e ex calciatore serbo
- 21 febbraio - Marco Martino, ex discobolo italiano
- 21 febbraio - Silke Matthias, attrice e doppiatrice tedesca
- 21 febbraio - Joel McKinnon Miller, attore statunitense
- 21 febbraio - Plamen Orešarski, politico bulgaro
- 21 febbraio - Randy Rampage, bassista e cantante canadese († 2018)
- 21 febbraio - Yoshiki Takaya, fumettista giapponese
- 21 febbraio - Steve Wynn, cantautore e chitarrista statunitense
- 21 febbraio - Zé Beto, calciatore portoghese († 1990)
- 22 febbraio - Paul Abbott, sceneggiatore e produttore televisivo britannico
- 22 febbraio - Piero Degli Antoni, scrittore e giornalista italiano
- 22 febbraio - Jean-François Lepage, fotografo francese
- 22 febbraio - Cássio Motta, ex tennista brasiliano
- 22 febbraio - Antar Osmani, ex calciatore algerino
- 22 febbraio - Enrico Perano, pattinatore italiano
- 22 febbraio - Francesco Prando, doppiatore e attore italiano
- 23 febbraio - Danilo Bertazzi, attore teatrale, personaggio televisivo e autore televisivo italiano
- 23 febbraio - Simone Boccaccini, terrorista italiano
- 23 febbraio - Michele Bon, tastierista italiano
- 23 febbraio - Adrian Bumbescu, allenatore di calcio e ex calciatore rumeno
- 23 febbraio - Mark Goodwin, ex calciatore britannico
- 23 febbraio - Mike Kelly, politico e avvocato australiano
- 23 febbraio - Rossana Maiorca, apneista italiana († 2005)
- 23 febbraio - Luisa Martín, attrice spagnola
- 23 febbraio - Cornelia Melis, maratoneta
- 23 febbraio - Naruhito, imperatore giapponese
- 23 febbraio - Grač'ja Petikjan, ex tiratore a segno armeno
- 23 febbraio - Roberto Sciascia, ex calciatore belga
- 23 febbraio - Darren Tillis, ex cestista statunitense
- 23 febbraio - Gloria di Schönburg-Glauchau, nobile tedesca
- 24 febbraio - Mustafa Arslanović, allenatore di calcio e ex calciatore jugoslavo
- 24 febbraio - Wim Balm, ex calciatore olandese
- 24 febbraio - David Bar-Hayim, rabbino e docente israeliano
- 24 febbraio - Lino Damiani, attore e regista italiano
- 24 febbraio - Hans van Leeuwen, ex giocatore di calcio a 5 olandese
- 24 febbraio - Mansour Osanlou, sindacalista iraniano
- 24 febbraio - Ronnie Platt, cantante statunitense
- 24 febbraio - İqor Ponomaryov, allenatore di calcio e ex calciatore sovietico
- 24 febbraio - Fabio Ravezzani, giornalista e conduttore televisivo italiano
- 24 febbraio - Alexandra Schwartzbrod, scrittrice e giornalista francese
- 25 febbraio - Felipe Benítez Reyes, scrittore e poeta spagnolo
- 25 febbraio - Rolando Coimbra, ex calciatore boliviano
- 25 febbraio - Víctor Hansen, ex cestista, allenatore di pallacanestro e dirigente sportivo dominicano
- 25 febbraio - Douglas Hodge, attore, cantante e regista britannico
- 25 febbraio - Carlos Malta, musicista, compositore e polistrumentista brasiliano
- 25 febbraio - Giuseppe Petito, ex ciclista su strada italiano
- 26 febbraio - Corrado Ariaudo, imprenditore italiano
- 26 febbraio - Jaz Coleman, cantante, musicista e compositore britannico
- 26 febbraio - Gabriele Frigato, politico italiano
- 26 febbraio - Hannes Jaenicke, attore e attivista tedesco
- 26 febbraio - Elmar Pichler Rolle, politico e giornalista italiano
- 26 febbraio - Birgit Treiber, ex nuotatrice tedesca orientale
- 27 febbraio - Pär Arvidsson, ex nuotatore svedese
- 27 febbraio - Norm Breyfogle, fumettista statunitense († 2018)
- 27 febbraio - Simon Critchley, filosofo e scrittore britannico
- 27 febbraio - Andrés Gómez Santos, ex tennista ecuadoriano
- 27 febbraio - Monika Jansson, giocatrice di curling svedese
- 27 febbraio - Kara Kennedy, filantropa e produttrice televisiva statunitense († 2011)
- 27 febbraio - James A. Robinson, economista britannico
- 27 febbraio - Jeff Smith, fumettista statunitense
- 27 febbraio - István Udvardi, pallanuotista ungherese († 2012)
- 27 febbraio - Johnny Van Zant, cantante statunitense
- 27 febbraio - Raffaele Volpi, politico italiano
- 28 febbraio - Mikael Ericsson, ex pilota di rally svedese
- 28 febbraio - Salvatore Ferrigno, politico italiano
- 28 febbraio - Radovan Filipović, ex giocatore di calcio a 5 jugoslavo
- 28 febbraio - Rudi Lagemann, regista, attore e produttore cinematografico brasiliano
- 28 febbraio - David Lowe, ex nuotatore britannico
- 28 febbraio - Barry McGuigan, ex pugile irlandese
- 28 febbraio - Tōru Ōkawa, attore e doppiatore giapponese
- 28 febbraio - Danilo Ronzani, ex calciatore italiano
- 28 febbraio - Bettina Spier, attrice e doppiatrice tedesca († 2008)
- 28 febbraio - Dorothy Stratten, modella e attrice canadese († 1980)
- 28 febbraio - Konstantin Volkov, ex astista sovietico
- 29 febbraio - Carsten Bunk, ex canottiere tedesco
- 29 febbraio - Giuseppe Favale, vescovo cattolico italiano
- 29 febbraio - Khaled, cantante algerino
- 29 febbraio - Roberto Nanni, regista italiano
- 29 febbraio - Piero Pellizzari, ammiraglio italiano
- 29 febbraio - Tuula Pihlajamäki, ex cestista finlandese
- 29 febbraio - Richard Ramirez, serial killer statunitense († 2013)
- 29 febbraio - Anthony Robbins, saggista statunitense
- 29 febbraio - Ciro Sbailò, costituzionalista e filosofo italiano